# 五氟苯甲酸
五氟苯甲酸（PFBA）是一种有机氟化合物，化学式为C6F5CO2H。它是一种易溶于水的白色晶体粉末。它的pKa是1.48，显示出它是强酸。

## 制备
五氟苯基锂（或五氟苯基格氏试剂）与二氧化碳反应，生成五氟苯甲酸。这些试剂通常从五氟苯和五氟溴苯原位制备。
全氟甲苯与三氟乙酸和五氟化锑反应会生成它。